# Обмін боргів на проведення природоохоронних заходів
Обмін боргів на проведення природоохоронних заходів, перерахунок (списування) боргів при проведенні в країні природоохоронних заходів, залік природоохоронних витрат в рахунок погашення боргу, обмін «борги-природа». Обміни типу «борги-природа» є способом зменшення міжнародного боргу в обмін на екологічні інвестиції (інвестиції в природоохоронні заходи). Основний принцип такого обміну був вперше викладено в статті Т. Лавджоя «Екологія країни-боржника: техдопомога» в газеті «Нью-Йорк Таймс» від 4 жовтня 1984 р. і полягає в тому, що країна-кредитор домовляється зі стороною-боржником у вигляді угоди, згідно з умовами якої перша сторона (кредитор) прощає борг в обмін на зобов'язання країни-боржника розмістити у себе капіталовкладення в місцевій валюті в проекти збереження природи та природокористування, тобто борги купуються з певною знижкою і обмінюються на зобов'язання країни-боржника фінансувати вітчизняні екологічні програми в місцевій валюті. В обмінах «борг-природа» беруть участь три основні партнери: країна-боржник, екоінвестор і кредитний банк, який продає борг (хоча на практиці беруть участь також посередники, наприклад, донори та професійні торговці боргами).
Обміни «борги на охорону навколишнього середовища» (ОБОНС) є одним з тих дуже небагатьох інструментів, які можуть забезпечити стійку підтримку економічному розвитку, і, в той же час, мобілізувати внутрішні бюджетні кошти на охорону чисто громадських і загальних благ (наприклад, збереження біорізноманіття) або на ліквідацію явних негативних зовнішніх ефектів господарської діяльності (транскордонного або глобального забруднення) в країнах з низькими доходами. Ці базові товари та послуги, які надає природа, є невід'ємною основою життя, соціального благополуччя та сталого економічного зростання місцевих спільнот. Вони також є загальними глобальними активами, які підтримують життя на землі і визначають майбутнє зростання світової економіки, що визнано численними міжнародними конвенціями і договорами. Трагедія загальних благ полягає в тому, що більша частина послуг, що надаються незайманою природою, може принести тільки обмежені грошові доходи своїм власникам або користувачам. Тому вони приречені на виснаження (в більшості своїй, необоротного) через нездатність їх власників і користувачів співпрацювати між собою. Це виснаження посилюється безпосереднім впливом бідності і потребою в готівкових коштах (наприклад, для обслуговування іноземного боргу).
ОБОНС можна використовувати для фінансування «зелених» суспільних благ (природних заповідників, сталого туризму або стійкої практики ведення сільського господарства) або направляти кошти на пом'якшення зовнішніх (для підприємств) наслідків промислового забруднення — так звані «коричневі» проекти (поліпшення енергозбереження, зниження рівня забруднення середовища від секторів енергетики та районного теплопостачання, або конкретних промислових об'єктів). ОБОНС можна також використовувати на фінансування комунальної природоохоронної інфраструктури, такі як системи збору та очищення стічних вод, переробка накопичених токсичних відходів тощо. Зокрема досягнення цілей розвитку можна полегшити шляхом фінансування доступу незаможного населення до важливих інфраструктурних послуг, таких як питне водопостачання, каналізація та електро- і теплоенергія. Багато послуг такої інфраструктури можуть також створювати транскордонні та глобальні вигоди. У відсутність фінансових стимулів, від країни з низькими доходами зазвичай неможливо очікувати фінансування в повному обсязі проектів, які частково принесуть вигоди і сусіднім країнам вниз за течією або з підвітряного боку. Подібним чином, через насущні і місцеві потреби країні з низькими доходами зазвичай витісняються проектами, які могли б принести тільки глобальні вигоди, такі як запобігання зміни клімату, охорона міжнародних вод або біологічного різноманіття.
Більшість таких проектів могло б принести значні економічні вигоди бідному місцевому населенню, життя якого і стійке зростання залежать від стану та якості товарів і послуг навколишнього середовища. Наприклад, шляхом переробки стічних вод розташованих на узбережжі міст, що скидаються в Чорне море, можна було б не тільки запобігти евфтрофікації цієї чутливої міжнародної водойми, але також повернути туристів на ці нині забруднені пляжі. Використання місцевих поновлюваних джерел енергії, таких як малі річки, геотермальні води або біомаса, не тільки позитивно позначилося б на глобальному кліматі, але також надало б доступ до дешевого і стійкого енергопостачання місцевому населенню, яке не має доступу або не має коштів для постачання електро- та теплоенергією, виробленою за рахунок використання імпортованого викопного палива. Тому ОБОНС можна розглядати як механізм, який об'єднує місцеве і закордонне фінансування для здійснення проектів, які сприяють економічному розвитку і скороченню бідності на місцевому рівні, і які, в іншому випадку, не можна було б профінансувати через те, що вони мають справу з громадськими благами або тому, що вигоди від їх реалізації розподілятися між багатьма країнами.
Обміни боргів на охорону навколишнього середовища і на розвиток відкривають більше можливостей пов'язати глобальні екологічні вигоди зі стратегіями місцевого економічного розвитку і скорочення бідності.

## Ресурси Інтернету
- Еколого-економічний словник  [Архівовано 27 червня 2013 у Wayback Machine.]
- Економічна цінність природи  [Архівовано 27 вересня 2013 у Wayback Machine.]
- Концепция общей экономической ценности природных благ  [Архівовано 26 березня 2014 у Wayback Machine.]
- Традиционные и косвенные методы оценки природных ресурсов